# Ichneumon lucidus
Ichneumon lucidus là một loài tò vò trong họ Ichneumonidae.